# Asser IJzergieterij
De Asser IJzergieterij was een Nederlandse onderneming (1866-1957), gespecialiseerd in het maken van gietijzer.

## Geschiedenis
Roelof Hunse (1824-1895) was aanvankelijk timmerman, later molenmaker en ijzerwarenhandelaar in Assen. In 1866 richtte hij samen met plaatsgenoot Antonie Braakman, eigenaar van een grote smederij en eveneens actief als ijzerwarenhandelaar de NV Asser IJzer- en Metaalgieterij op, meestal kortweg vermeld als Asser IJzergieterij. Het bedrijf werd gevestigd even buiten Assen langs het Noord-Willemskanaal. In het kapitaal (start: f 30.000) namen heel wat notabelen uit Assen en omgeving deel. In de begintijd waren er 49 mannen en 11 jongens in dienst. De directeuren Braakman en Hunse gingen al spoedig uiteen. In 1873 trad Hunse junior toe tot de directie en kreeg het bedrijf koninklijk bezoek bij gelegenheid van het bezoek van koning Willem III aan stad en regio. In 1877 werkten er 70 mannen en 11 jongens. De gieterij maakte landbouwwerktuigen, urinoirs, lantarenpalen en graftekens. Voorbeelden van het funerair gietijzer zijn te vinden op de particuliere begraafplaats van Valkenstijn en op de Noorderbegraafplaats in Assen. Het door de gieterij gegoten grafmonument van Brumsteede (1881) is rijksmonument.
In de jaren 80 van de 19e eeuw ging het slechter met het bedrijf, het werd ten slotte in 1891 geliquideerd. In 1892 kwam het bedrijf in handen van H.J. Koning, die de productie in 1895 grotendeels naar Foxham verhuisde. Vanwege de scheepsbouw in de provincie Groningen verwachtte hij daar meer opdrachten te krijgen. Na de Tweede Wereldoorlog werd het bedrijf omgezet in de Gieterij Noord-Nederland, dit bedrijf werd in 1983 gesloten. Eind jaren 50 van de twintigste eeuw werden de gebouwen van de ijzergieterij in Assen afgebroken.

## Overzicht werken (selectie)
- 1881 grafmonument Brumsteede, Assen, Noorderbegraafplaats
- 1881 grafmonument Valkenstijn, Assen, Valkenstijn
- 1898 grafmonument Huisman-Bos, Tjamsweer
- 1898 grafmonument Doornbos-Omges, Tjamsweer

## Fotogalerij

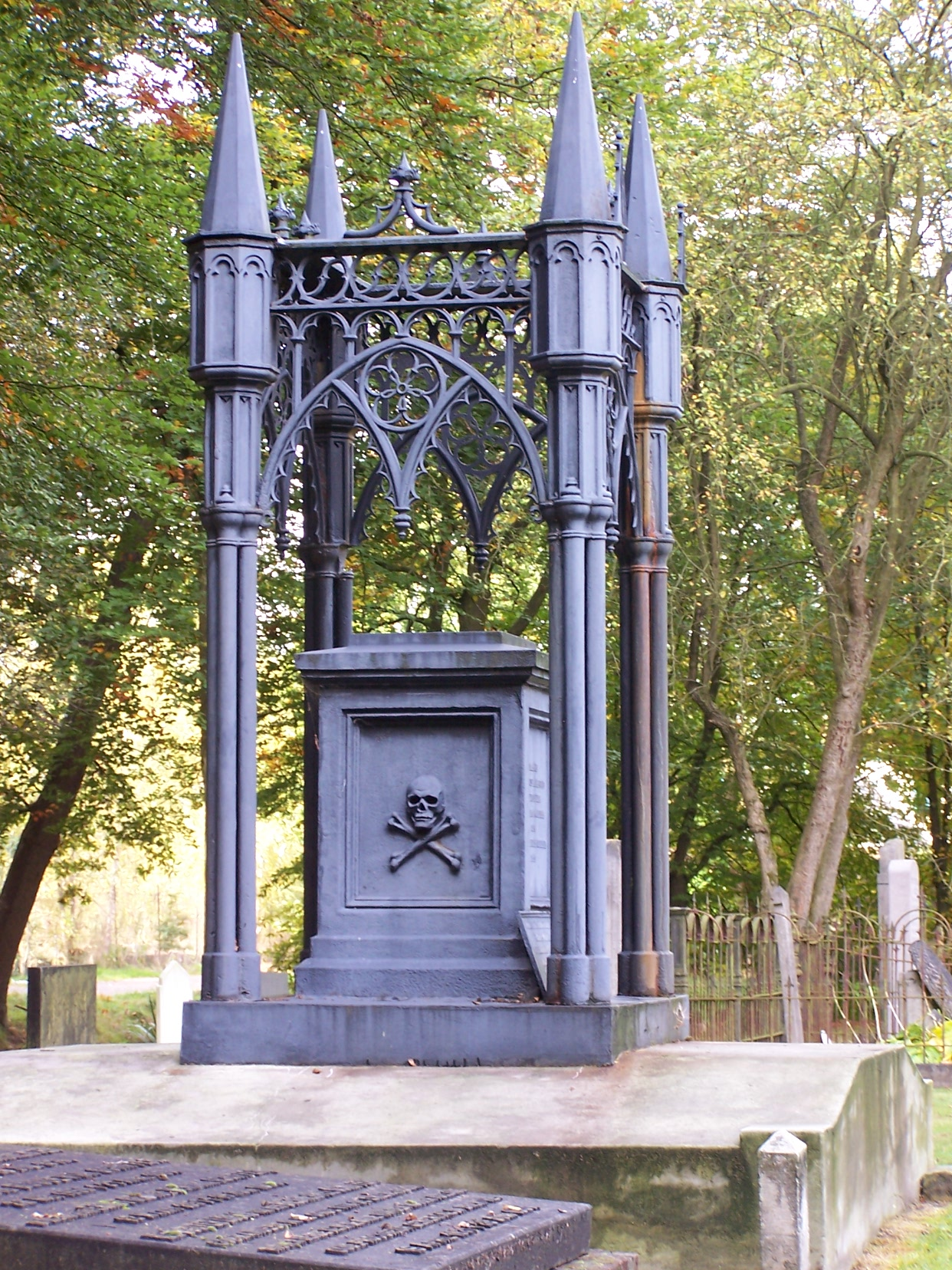
Grafmonument Brumsteede
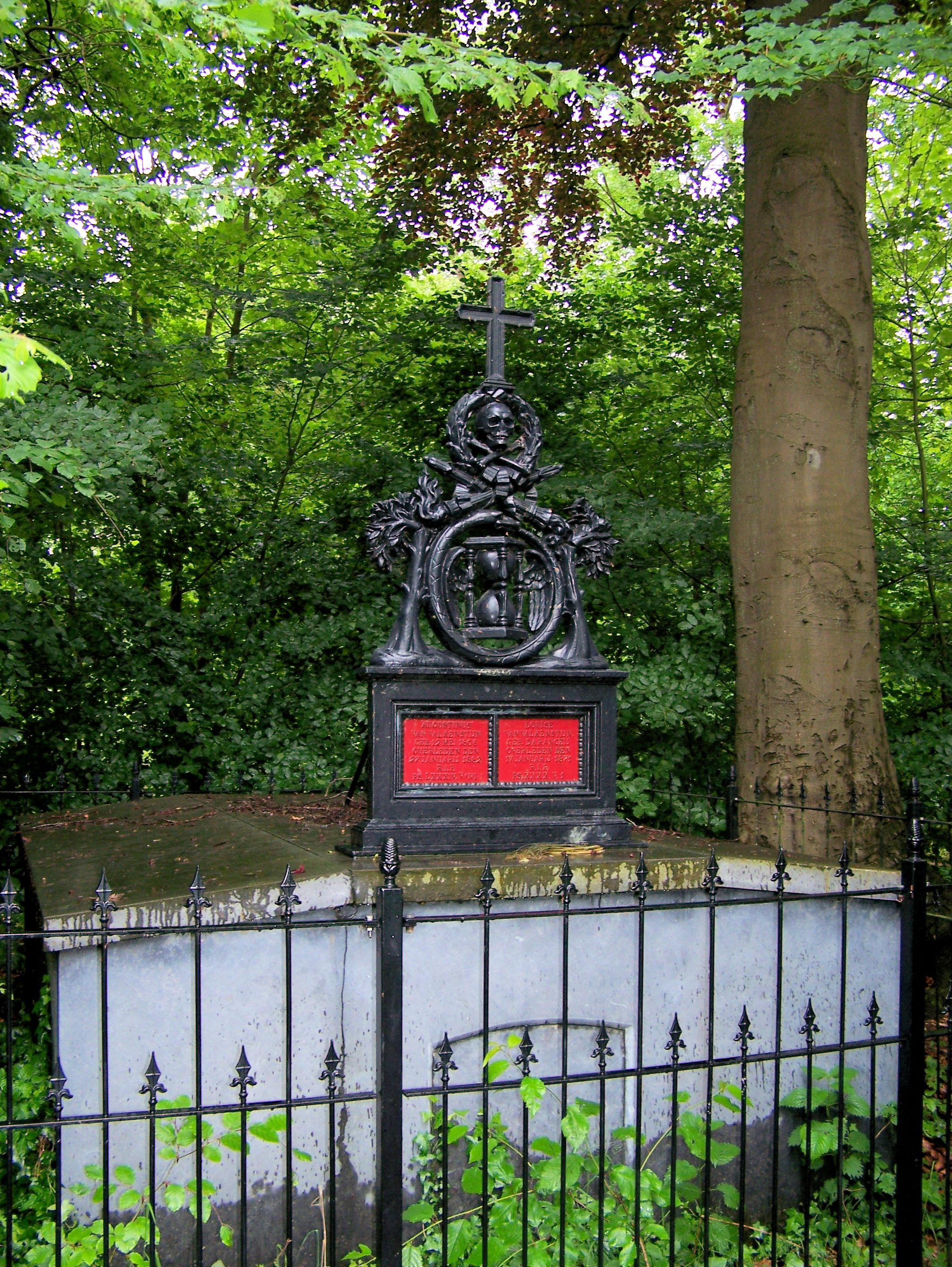
Grafmonument Valkenstijn